# Kanton Compiègne-2
Compiègne-2 is een kanton in Frankrijk. Het kanton werd gevormd bij decreet van 20 februari 2014 met uitwerking op 22 maart 2015.
Kanton Compiègne-2 omvat de volgende gemeenten: 
1. Compiègne, voor een deel
2. Armancourt
3. Chelles
4. Croutoy
5. Cuise-la-Motte
6. Hautefontaine
7. Jaux
8. Jonquières
9. Lachelle
10. Lacroix-Saint-Ouen
11. Le Meux
12. Pierrefonds
13. Saint-Étienne-Roilaye
14. Saint-Jean-aux-Bois
15. Saint-Sauveur
16. Venette
17. Vieux-Moulin

Compiègne zelf is verdeeld over de kantons Compiègne-1 en Compiègne-2.